# 더청구

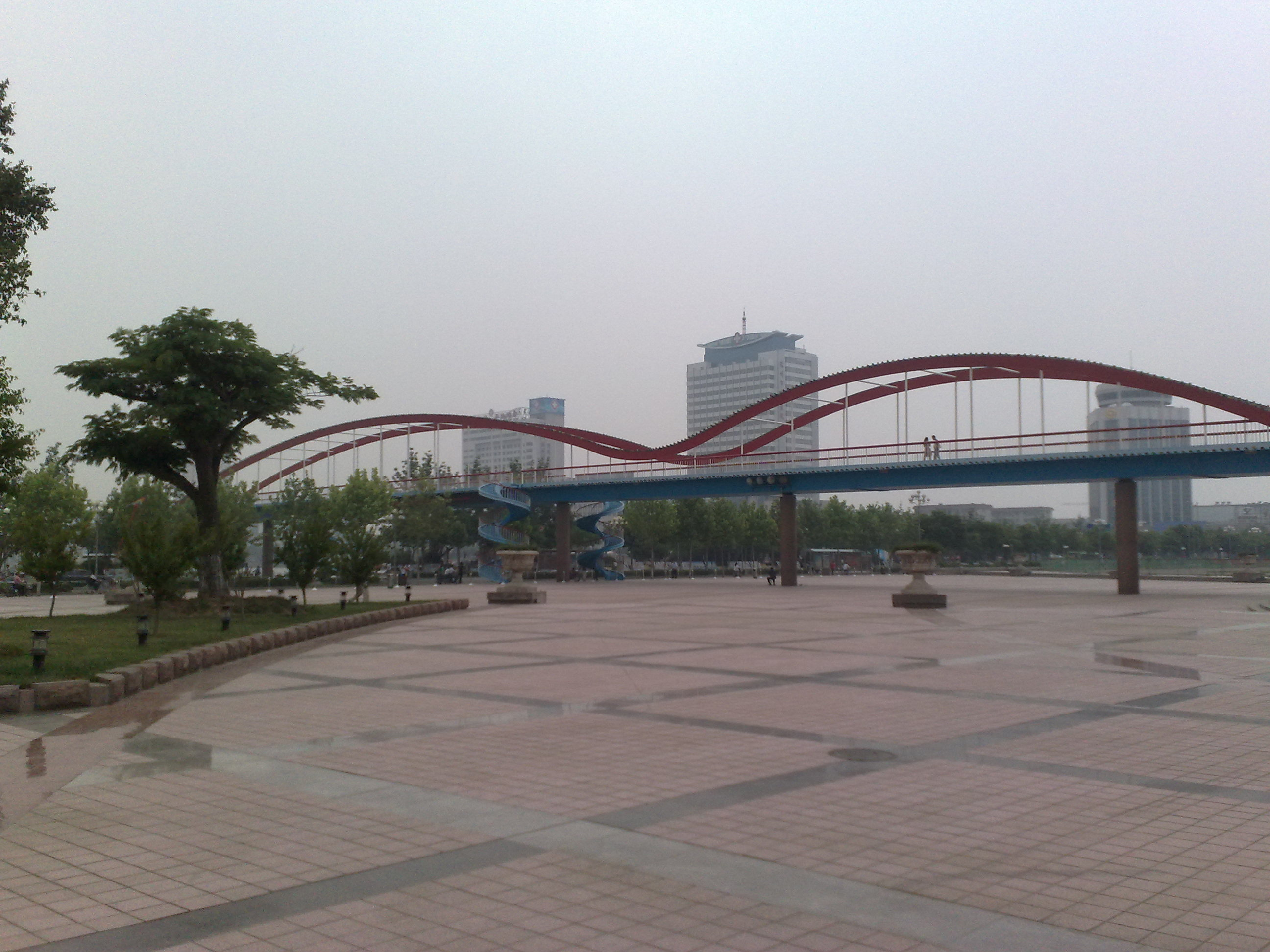

더청구(한국어: 덕성구, 중국어: 德城区, 병음: Déchéng Qū)는 중화인민공화국 산둥성 더저우 시의 현급 행정구역이다. 넓이는 539km2이고, 인구는 2007년 기준으로 590,000명이다.

## 행정 구역
7개 가도, 3개 진, 2개 향을 관할한다.
- 가도: 新湖街道 , 新华街道 , 天衢街道 , 东地街道 , 运河街道 , 宋官屯街道 , 长河街道
- 진: 二屯镇 , 黄河涯镇 , 赵虎镇
- 향: 抬头寺乡 , 袁桥乡